# 楊澍先
楊澍先（?—?），湖南省長沙府善化縣人，清朝政治人物、進士出身。
光緒六年（1880年），参加庚辰科殿試，登進士二甲第13名。同年五月，改翰林院庶吉士。